# Kanton Montpezat-sous-Bauzon
Der Kanton Montpezat-sous-Bauzon war bis 2015 ein französischer Wahlkreis im Arrondissement Largentière, im Département Ardèche und in der Region Rhône-Alpes; sein Hauptort (frz.: chef-lieu) war Montpezat-sous-Bauzon. Die landesweiten Änderungen in der Zusammensetzung der Kantone brachten im März 2015 seine Auflösung.
Der Kanton Montpezat-sous-Bauzon war 198,91 km² groß und hatte 1882 Einwohner (Stand 2012).

## Gemeinden
| Gemeinde                  | Einwohner (Stand: 2022) | Code postal | Code Insee |
| ------------------------- | ----------------------- | ----------- | ---------- |
| Le Béage                  | 255                     | 07630       | 07026      |
| Cros-de-Géorand           | 151                     | 07630       | 07075      |
| Mazan-l’Abbaye            | 124                     | 07510       | 07154      |
| Montpezat-sous-Bauzon     | 756                     | 07560       | 07161      |
| Le Roux                   | 64                      | 07560       | 07200      |
| Saint-Cirgues-en-Montagne | 215                     | 07510       | 07224      |
| Usclades-et-Rieutord      | 110                     | 07510       | 07326      |